# Collingwood (Nouvelle-Zélande)
Pour les articles homonymes, voir Collingwood.
La ville de Collingwood est une petite localité du coin nord-ouest de l’Île du Sud de la Nouvelle-Zélande.

## Situation
Collingwood est située le long de la berge ouest de la Golden Bay à l’embouchure du fleuve Aorere. 
La ville est une destination importante pour l’écotourisme du fait de la proximité du parc national de Kahurangi et de la réserve naturelle de Farewell Spit.

## Toponymie
La ville était initialement dénommée Gibbstown d’après le nom d’un colon local et homme politique William Gibbs (en) (1817–1897), qui arriva dans ce secteur en 1851. 
La ville fut plus tard renommée Collingwood pour Cuthbert Collingwood, le second de Lord Nelson lors de la bataille de Trafalgar en 1805.

## Histoire
À la suite de la découverte de dépôts d’or exploitables dans la vallée du fleuve Aorere en 1856, la population de la ville explosa au cours de la ruée vers l’or, qui suivit cette découverte et la suggestion fut faite à cette époque que Collingwood devienne même la capitale de la Nouvelle-Zélande.
La ville a été endommagée par le feu à plusieurs reprises, étant pratiquement entièrement détruite en 1904.

## Accès
La ville est le terminus de la route State Highway 60/S H 60 (en).

## Éducation
L’école de la zone de Collingwood est une école mixte, allant de l’année 1 à 13 et assurant le primaire et le secondaire, et même l’éducation des adultes pour une zone dépassant les limites de la ville de Collingwood. Elle a un effectif d’environ 130 élèves. L’école a célébré son 150e anniversaire en 2009.

## Autres lectures
- A. W. Reed, The Reed Dictionary of New Zealand Place Names, Auckland, Reed Books, 2002 (ISBN 0-7900-0761-4).

- New Zealand Gazetteer